# Jean-Paul Vesco
Jean-Paul Vesco OP (ur. 10 marca 1962 w Lyonie) – francuski duchowny katolicki, w latach 2013–2021 biskup Oranu w Algierii, arcybiskup metropolita Algieru od 2022, kardynał od 2024.

## Życiorys

### Prezbiterat
Święcenia kapłańskie przyjął 24 czerwca 2001 w zakonie dominikanów. Po święceniach rozpoczął pracę w konwencie zakonnym w Tlemcen w Algierii, a w latach 2007-2011 był jego przełożonym. W tym czasie pracował także jako wikariusz generalny i jako ekonom miejscowej diecezji Oranu. W 2011 wybrany przełożonym francuskiej prowincji zakonnej.

### Episkopat
1 grudnia 2012 papież Benedykt XVI mianował go biskupem Oranu.  Sakry biskupiej udzielił mu 25 stycznia 2013 ówczesny arcybiskup Lyonu – kardynał Philippe Barbarin.
27 grudnia 2021 papież Franciszek mianował go arcybiskupem metropolitą Algieru.
6 października 2024 podczas modlitwy Anioł Pański papież Franciszek ogłosił jego nominację kardynalską. Na konsystorzu 7 grudnia 2024 został kreowany kardynałem prezbiterem kościoła Najświętszego Serca Jezusa Konającego, Vitinia i jako drugi po Timothy Radcliffe wystąpił podczas konsystorza w białym habicie. Brał udział w konklawe 2025, które wybrało papieża Leona XIV.